# Béatrice Rodriguez
Pour les articles homonymes, voir Rodriguez.
Béatrice Rodriguez, née le 19 octobre 1959, est une judokate française. 
Elle est championne du monde en 1982 et triple championne d'Europe en catégorie des moins de 56 kg.

## Palmarès international
| Année | Compétition           | Lieu       | Résultat | Catégorie      |
| ----- | --------------------- | ---------- | -------- | -------------- |
| 1975  | Championnats d'Europe | Munich     | 1re      | Moins de 61 kg |
| 1976  | Championnats d'Europe | Vienne     | 1re      | Moins de 61 kg |
| 1982  | Championnats d'Europe | Oslo       | 1re      | Moins de 56 kg |
| 1982  | Championnats du monde | Paris      | 1re      | Moins de 56 kg |
| 1983  | Championnats d'Europe | Gênes      | 3e       | Moins de 56 kg |
| 1984  | Championnats d'Europe | Pirmasens  | 3e       | Moins de 56 kg |
| 1985  | Championnats d'Europe | Landskrona | 1re      | Moins de 56 kg |
| 1986  | Championnats d'Europe | Londres    | 1re      | Moins de 56 kg |
| 1986  | Championnats du monde | Maastricht | 3e       | Moins de 56 kg |

## Distinctions
- Chevalier de l'ordre national du Mérite (décret du 30 avril 2002)[2]